# Kulzer Moos
Kulzer Moos este o arie protejată (arie specială de conservare — SAC, sit de importanță comunitară — SCI) din Germania întinsă pe o suprafață de 82,43 ha, integral pe uscat.

## Localizare
Centrul sitului Kulzer Moos este situat la coordonatele 49°23′31″N 12°27′04″E / 49.3919°N 12.4511°E.

## Înființare
Situl Kulzer Moos a fost declarat sit de importanță comunitară în mai 1997 pentru a proteja 7 specii de animale. Situl a fost protejat și ca arie specială de conservare în aprilie 2016.

## Biodiversitate
Situată în ecoregiunea continentală, aria protejată conține 8 habitate naturale: Ape stătătoare oligotrofe până la mezotrofe, cu vegetație de Littorelletea uniflorae și/sau de Isoëto-Nanojuncetea, Formațiuni ierboase bogate în specii de Nardus, dezvoltate pe substraturi silicioase în zone montane (și în zone submontane, în Europa continentală), Pajiști cu Molinia pe soluri calcaroase, turboase sau argilos-nămoloase (Molinion caeruleae), Liziere de ierburi înalte hidrofile de câmpie și de nivel montan până la alpin, Fânețe de joasă altitudine (Alopecurus pratensis, Sanguisorba officinalis), Mlaștini turboase de tranziție și turbării mișcătoare, Depresiuni pe substraturi de turbă de Rhynchosporion, Mlaștini împădurite.
La baza desemnării sitului se află mai multe specii protejate:
- păsări (4): minunița (Aegolius funereus), buha (Bubo bubo), sfrâncioc roșiatic (Lanius collurio), cocoșul de mesteacăn (Tetrao tetrix tetrix)
- nevertebrate (3): libelule (Leucorrhinia pectoralis), phengaris nausithous (Maculinea nausithous), Maculinea teleius

Pe lângă speciile protejate, pe teritoriul sitului au mai fost identificate 1 specie de amfibieni.